# Newnew
newnew（にゅうにゅう）は、関西テレビのテレビ番組、南パラZ!に出演する女性らで結成されたアイドルユニットである。

## 概要
南パラZ!の前身的な位置付けである、りえむら内で結成され、南海パラダイス!、南パラZ!と引き続き出演していた。
メンバーには入れ替わりがあり、在籍期間はそれぞれ異なる。ほとんどが関西出身か関西で芸能活動を行っているタレント、アイドルである。
かつては番組の企画に応じ、レポーター、パネラー、アシスタント、南パラ通信（インフォマーシャル）を担当していた時期もあり、メンバー個々のキャラクタが発揮される場面も少なくなかったが、複数のゲストを招く形になった南海パラダイス!後期からは、その後列に座ってリアクションを行う雛壇芸人的な役割が大きくなった（南パラ通信は引き続き担当）。
また彼女らがナビゲートするという設定で番組のサイトは制作されている他、有料会員制の携帯サイトでも水着画像を閲覧できる等、ビジュアル要員としての一定の役割を担っていた。
また不定期に番組ファン向けのイベントも行っていた。
2009年の番組終了と共にユニットとしての活動を終えた。

## メンバー
- 番組終了時点
  - 高見こころ （たかみ こころ、2005年4月- 2009年3月）
  - 赤松悠実 （あかまつ ゆうみ、2004年10月- 2009年3月）
  - 安藤絵里菜 （あんどう えりな、2006年4月- 2009年3月）
  - 小林せな （こばやし せな、2007年10月- 2009年3月）
  - 児玉菜々子 （こだま ななこ、2007年10月- 2009年3月）
- 過去
  - 植田奈津子 （うえだ なつこ、2004年4月- 2004年9月）
  - 大塚みな （おおつか みな、2004年4月- 2004年9月）
  - 服部美貴 （はっとり みき、2004年4月- 2004年9月）
  - 吉田沙恵子 （よしだ さえこ、2004年4月- 2004年5月）
  - 溝口麻衣 （みぞぐち まい、2004年10月- 2005年3月）
  - 北神朋美 （きたがみ ともみ、2004年10月- 2005年3月）
  - 岡田由麻 （おかだ ゆあさ、2004年10月- 2005年3月）
  - 西浦真帆 （にしうら まほ、2004年10月- 2006年3月）
  - 大村智子 （おおむら ともこ、2005年4月- 2005年6月）
  - 武末優樹 （たけすえ ゆうき、2005年7月- 2006年3月）
  - 栃下有沙 （とちした ありさ、2005年10月- 2007年3月）
  - 神谷ゆう子 （かみたに ゆうこ、2004年10月- 2007年9月）
  - 前川美奈 （まえかわ みな、2005年7月- 2007年9月）
  - 彼方茜香 （おちたか せりか、2007年10月）

## イベント
- 2004年12月 クリスマスイベント
- 2005年3月
- 2005年9月
- 2006年2月 バレンタインイベント
- 2006年5月 newnew 1stDVD 発売記念イベント
- 2006年8月 南海パラダイス!公開収録 リゾ鳴尾浜
- 2006年8月 「大阪国際空港サマーフェスティバル2006」－OH！祭りでSKY－
- 2006年10月 中之島Music Carnival'06〜大阪ニューオーリンズ祭り〜（公開生放送）
- 2007年8月 南海パラダイス!公開収録 リゾ鳴尾浜
- 2008年5月 和歌山城フェスタ
- 2008年8月 夏イベント
- 2008年12月 クリスマスイベント

## その他
- 2004年5月、吉田沙恵子が交通事故による怪我のために休養、復帰することなくそのまま降板した。
- 前述の通り、基本的にメンバーは関西出身か関西在住であるが、武末優樹は舞夢プロ名古屋事務所に所属し、名古屋在住であった。
- メンバー選考過程は基本的に非公開であるが、唯一公開されたのが「りえむら」終期に行われた「newnewモバイルオーディション」だった。その結果、選考された栃下有沙は「南海パラダイス」開始時からの加入となった。
- 2006年4月 当時のメンバー7人（神谷、赤松、西浦、高見、前川、武末、栃下）によるイメージDVD「Enchante」（イーネット・フロンティア ADE-663）をリリース。
- 2007年10月 新メンバーとして彼方茜香が加入したが、同月31日の本人のblogにて降板が発表された。